# Apostolisch vicariaat Jaén en Peru o San Francisco Javier
Het apostolisch vicariaat Jaén en Peru o San Francisco Javier (Latijn: Vicariatus Apostolicus Giennensis in Peruvia seu Sancti Francisci Xaverii) is een rooms-katholiek apostolisch vicariaat met als zetel Jaén, in Peru. Het apostolisch vicariaat is vrijgesteld en valt als immediatum direct onder de Heilige Stoel, zonder te behoren tot een kerkprovincie. Alle prefecten en apostolisch vicarissen tot heden (2024) waren lid van de Jezuïeten. 

## Geschiedenis
Het apostolisch vicariaat werd opgericht op 11 januari 1946, als de apostolische prefectuur San Francisco Javier, uit delen van de bisdommen Cajamarca en Chachapoyas en het apostolisch vicariaat San Gabriel de la Dolorosa del Marañón. Op 24 april 1971 werd het verheven tot apostolisch vicariaat. Op 22 november 1980 veranderde het van naam naar apostolisch vicariaat Jaén en Peru o San Francisco Javier. 

## Parochies
Het apostolisch vicariaat had in 2020 een oppervlakte van 32.572 km2 en telde 584.350 inwoners waarvan 83,6% rooms-katholiek was.

## Ordinarii

### Prefecten
- Ignacio García Martin (11 juli 1946 - 1958)
- José Oleaga Guerequiz (23 oktober 1959 - 1961)
- Juan Albacete Sáiz (7 november 1961 - 4 december 1962)

### Apostolisch vicarissen
- Antonio de Hornedo Correa (6 augustus 1963 - 9 juli 1977)
- Augusto Vargas Alzamora (8 juni 1978 - 23 augustus 1985)
- José María Izuzquiza Herranz (30 maart 1987 - 21 november 2001)
- Pedro Ricardo Barreto Jimeno (21 november 2001 - 17 juli 2004)
- Santiago María García de la Rasilla Domínguez (11 november 2005 - 11 juni 2014)
- Gilberto Alfredo Vizcarra Mori (11 juni 2014 - heden)